# Герб Буського району
Герб Буського району — офіційний символ Буського району, затверджений 27 грудня 2007 р. рішенням сесії районної ради.

## Опис
Щит поділений чорним перев'язом справа. На верхньому синьому полі лелека в польоті; на нижньому зеленому Олеський замок. Щит увінчано золотою стилізованою короною з хрестом. Щитотримачі: з правого боку князь, який тримає книгу в лівій руці та меч у правій; з лівого - золотий лев із сувоєм у правій лапі. На синій девізній стрічці з золотим тризубом у золотому вінку золотий напис "Буський район".
Доопрацювання герба — А.Б.Гречило.